# Enon (muzička grupa)
Enon su američki rok bend iz Njujorka, formiran 1999. godine, predstavnik garaž rok revajvla. Muzika benda se može opisati kao mešavina garaž roka i indi roka.

## Diskografija

### Studijski albumi
- 1998 Long Play
- 1999 Believo!
- 2002 High Society
- 2003 Hocus Pocus
- 2004 Onhold
- 2005 Lost Marbles and Exploded Evidence (compilation album + DVD set)
- 2007 Grass Geysers...Carbon Clouds

### Singlovi i EP izdanja
- 1998 "Fly South"
- 1999 "Motor Cross"
- 2001 "Listen (While You Talk)"
- 2001 "Marbles Explode"
- 2001 "The Nightmare Of Atomic Men"
- 2002 Enon [Self-Titled]
- 2002 "Drowning Appointment"
- 2003 "In This City"
- 2003 "Evidence"
- 2003 "Because Of You"
- 2003 "Starcastic"
- 2008 "Little Ghost / Swab The Deck"
- 2008 Annashade

## Spoljašnje veze
- Zvanična prezentacija
- Prezentacija na sajtu